# Cole Harbour (circonscription électorale)
Circonscription électorale provinciale du Canada
Cole Harbour est une ancienne circonscription électorale provinciale de la province canadienne de la Nouvelle-Écosse. 
La circonscription a été abolie d'après la réforme électorale de 2012, afin de revoir et agrandir la nouvelle circonscription électorale de Cole-Harbour-Portland-Valley.

## Liste des députés
|  | Darrell Dexter | NPD | 2003 - 2006 |
|  | Darrell Dexter | NPD | 2006 - 2009 |
|  | Darrell Dexter | NPD | 2009 - 2013 |